# إيرل كومبز
إيرل كومبز (بالإنجليزية: Earle Combs)‏ هو لاعب كرة قاعدة أمريكي، ولد في 14 مايو 1899 في كنتاكي في الولايات المتحدة، وتوفي في 21 يوليو 1976 في ريتشموند في الولايات المتحدة.

## وصلات خارجية
- إيرل كومبز على موقعبيزبول رفرنس.كوم (الدوري الرئيسي) (الإنجليزية)
- إيرل كومبز على موقعبيزبول رفرنس.كوم (الدوري الثانوي) (الإنجليزية)
- إيرل كومبز على موقع مشجعي الرسوم البيانية (الإنجليزية)
- إيرل كومبز على موقع قاعة مشاهير كرة القاعدة (الإنجليزية)
- إيرل كومبز على موقع إن إن دي بي (الإنجليزية)